# Coupe du monde de roller de vitesse 2013
Navigation
Édition précédente Édition suivante
La Coupe du monde de roller de vitesse 2013 ou World Inline Cup 2013 se déroule du 12 mai au 10 août 2013.

## Podiums étapes
| Etape | Date         | Classe    | Lieu    | Série | Vainqueur        | 2e                  | 3e                      |
| ----- | ------------ | --------- | ------- | ----- | ---------------- | ------------------- | ----------------------- |
| 1     | 12 mai 2013  | Top Class | Incheon | F     | Kim Mi-young     | Lee Sol-yi          | Yoo Ga-ram              |
| 1     | 12 mai 2013  | Top Class | Incheon | H     | Joey Mantia      | Yann Guyader        | Nolan Beddiaf           |
| 2     | 26 mai 2013  | Class 1   | Rennes  | F     | Marie Poidevin   | Déborah Marchand    | Justine Halbout         |
| 2     | 26 mai 2013  | Class 1   | Rennes  | H     | Ewen Fernandez   | Bart Swings         | Nolan Beddiaf           |
| 3     | 9 juin 2013  | Class 1   | Dijon   | F     | Clémence Halbout | Jana Gegner         | Juliette Pouydebat      |
| 3     | 9 juin 2013  | Class 1   | Dijon   | H     | Bart Swings      | Yann Guyader        | Nolan Beddiaf           |
| 4     | 15 juin 2013 | Class 1   | Ostrava | F     | Kateřina Novotná | Marta Nunes         | Aleksandra Goss         |
| 4     | 15 juin 2013 | Class 1   | Ostrava | H     | Yann Guyader     | Leon Alfredo Moreno | Alexander José Bastidas |
| 5     | 10 août 2013 | Top Class | Suzhou  | F     | Lisha Li         | Nicole Begg         | Xuemiao Cui             |
| 5     | 10 août 2013 | Top Class | Suzhou  | H     | Siyuan Cong      | Xin He              | Yu Hua Liu              |

## Classement final
| Épreuves | Or              | Argent        | Bronze                  |
| -------- | --------------- | ------------- | ----------------------- |
| Femmes   | Aleksandra Goss | Lisha Li      | Nicole Begg             |
|          |                 |               |                         |
| Hommes   | Yann Guyader    | Nolan Beddiaf | Joey Mantia Siyuan Cong |